# Страшные сказки
«Страшные сказки» (укр. Страшні казки) — альбом-копіляція російського гурту «Король и Шут», випущений в 2007 році. До праці був запрошений театральний режисер та педагог Театрального інституту імені Бориса Щукіна Андрій Левицький. До зборнику було відобрано 13 казків з російських легенд та братив Ґрімм. Також до диску було додано кілька давних пісней гурту та відеокліп «Ром».

## Список композицій
| #   | Назва                | Тривалість |
| --- | -------------------- | ---------- |
| 1.  | «Сказка о Мертвеце»  | 3:57       |
| 2.  | «Королева-Ведьма»    | 4:37       |
| 3.  | «В Доме Суета»       | 2:28       |
| 4.  | «Скупой»             | 3:45       |
| 5.  | «Солдат И Колдун»    | 6:39       |
| 6.  | «Гробовщик»          | 3:52       |
| 7.  | «В Доме Смерть»      | 2:17       |
| 8.  | «Солдат И Чёрт»      | 2:00       |
| 9.  | «В Гостях У Соседа»  | 3:46       |
| 10. | «Кобылья Голова»     | 3:42       |
| 11. | «Мёртвый Жених»      | 2:56       |
| 12. | «Верная Жена»        | 2:37       |
| 13. | «Чёрт И Мужик»       | 1:04       |
| 14. | «Три Фельдшера»      | 7:21       |
| 15. | «Любовь И Пропеллер» | 2:53       |
| 16. | «Сапоги Колдуна»     | 3:54       |
| 17. | «Садовник»           | 3:43       |
| 18. | «Рассказ О Ведьме»   | 2:44       |
| 19. | «Скрипач В Аду»      | 5:28       |
| 20. | «Проказник Скоморох» | 1:49       |
| 21. | «Внезапная голова»   | 1:49       |

## Музыканты
- Михайло Горшеньов (Горшок) — вокал
- Андрій Князєв (Князь) — вокал
- Яків Цвіркунов (Яша) — гітара, бек-вокал (3,6,9,12,15,17,20,21)
- Олександр Щигольов (Поручик) — ударные (3,6,9,12,15,17,20,21)
- Олександр Балунов (Балу) — Бас-гітара, бек-вокал (3,12,15,17,20,21)
- Олександр Леонтьєв (Ренегат) — гітара (6,9)
- Сергій Захаров (Захар) — Бас-гітара (6,9)
- Дмитро Рішко (Casper) — скрипка (6,9)